# 만터우
만터우(중국어: 馒头)는 중국의 빵이다. 중국 삼국시대 둥베이 지방 사람들이 많이 먹는 주식이었다. 만터우는 뜨거운 김에 쪄서 만든다. 원래 만터우는 고기나 팥이 들어가지 않고, 주식으로 먹는다. 지역에 따라서 머(饃) 혹은 머머(饃饃)라고 부른다.
한국에서 주로 즐겨먹는 속에 고기 등의 소를 넣는 만두(饅頭)는 만터우에서 이름을 따왔다. 실제 한국의 만두에 가장 가까운 요리는 중국의 자오쯔(餃子)이다.

## 유래
만두(만터우)는 삼국지에서 유래했다는 주장이 있다. 송나라의 『사물기원(事物紀原)』에 의하면, 촉한의 제갈량이 남만(南蠻) 지역을 정벌하고 오는 길에 노수에서 심한 풍랑을 만나 며칠 동안 도저히 강을 건널 수가 없었다고 한다. 당시 이곳까지 배웅을 나온 남만족의 지도자 맹획에게 이에 대하여 묻자, 맹획은 수신(水神)이 화가 나서 그런 것이며 남만의 풍습에 따라 마흔아홉의 사람의 머리를 베어 제사를 지내고 이를 노수에 가라앉히면 풍랑이 멎는다고 하였다. 그러나, 제갈량이 그것은 인의(仁義)가 아니라고 하여 밀가루반죽에 돼지고기와 돼지피 등으로 속을 채워서 사람머리 모양처럼 만들어 제사를 지내고 이를 노수에 가라앉히자 금세 심한 풍랑이 멎고 촉군은 무사히 강을 건널 수 있었다고 한다. 명나라의 『망수유고(亡修類稿)』의 기록에서는 처음에는 만두(蠻頭, 만족의 머리)였으나 요리 이름으로는 적당치 않다고 하여 만두(瞞頭, 속이는 머리)를 거쳐서 현재의 만두(饅頭)로 변경되었다고 한다.
일반적으로 만두의 유래를 제갈량을 통한 설을 정설로 보고 있으나 일부 학자들은 만두가 삼국지 이전에도 유사한 종류들이 존재했다는 지적이 있으므로 직접적인 유래라고 보기는 어렵다는 의견도 있다. 만터우의 전신으로 불리는 정빙(蒸餠)이라는 음식은 멥쌀로 밥을 지어 찧어서 반죽하여 만든 떡으로 진(晉)나라 소왕시대(昭王時代:BC 3세기)에 먹기 시작하였다가 진(晋)나라 때(3세기 말경∼4세기)에 ‘만터우’로 보급되었다는 설이 있다.
발효 기술이 없는 초기에는 그냥 익혀내기만 한 밀가루 덩이에 가까웠다. 밀가루 반죽을 익히기만 하는 형태의 음식은 지금도 남아있으며 산시성 시안의 궈쿠이(锅盔)와 파오모(泡饃)가 대표적이다. 이후에 발효기술의 발전으로 현재의 부풀어오른 형태로 발전하였다. 여기에 대한 언급은 '남제서(南齊書)'에 남제 영명 9년(491년)에 태묘의 제사음식중에 발효시킨 빵인 면기병(麫起餠)이라는 음식이 나오며 송나라 사람 정대창도 '연번로(演繁露)'에서 발효된 밀가루는 부드러워진다고 이 음식에 대해 언급하고 있다.

## 종류

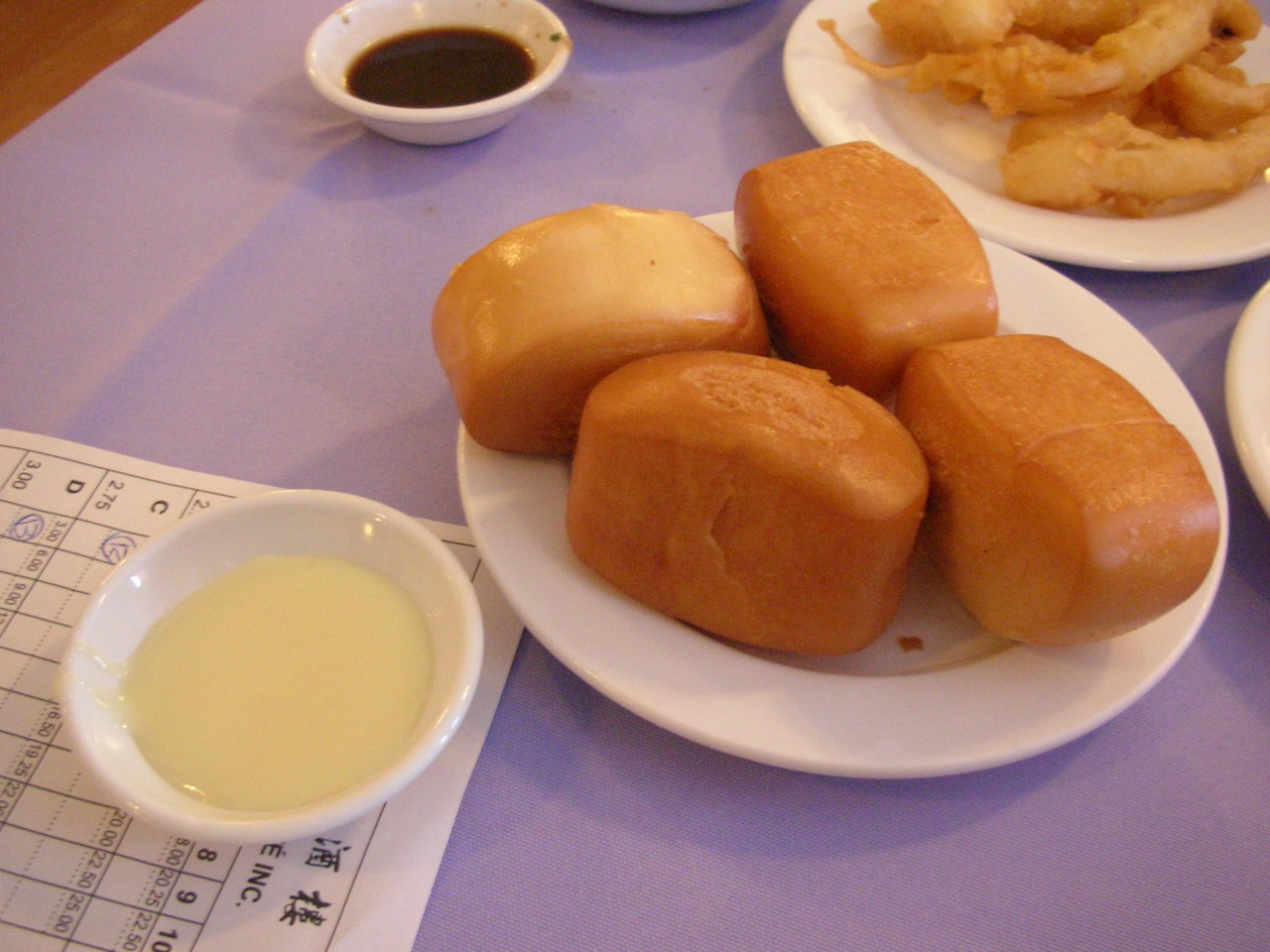
자만터우

북송 시대 전까지는 속의 유무와 관계 없이 만터우로 불러왔으나, 북송 이후로 속이 들어간 것은 바오쯔(包子)라고 불리는 경우가 많아지면서 현재 북부 지역에서 만터우는 속을 넣지 않는 것을 가리킨다. 반면 남부 지역에서는 여전히 속의 유무와 관계없이 만터우라고 분류하는 경우가 많으며, 오히려 속이 들어간 만터우가 보편화되어 있다. 상하이 요리 중 하나인 성젠만터우(生煎馒头)가 속이 들어간 만터우의 한가지다.
재료는 주로 밀가루로 만드나 옥수수가루나 수수가루를 이용하여 원뿔 모양으로 빚어서 찐 음식인 워터우(窝窝头, 窩頭)도 있다. 옥수수가루 대신 밤을 이용한 밤 워터우도 있는데 이것은 의화단 사건 때 서태후가 피난가면서 유래한 음식으로 전해지고 있다.
만터우를 튀긴 자만터우(炸饅頭)를 설탕에 넣고 졸인 우유와 함께 내놓기도 하며, 절반은 찌고 절반은 튀기는 빵 여러개를 내놓는 진인만터우(金銀饅頭), 꽈배기 모양처럼 만들어서 튀긴 유탸오(油條)도 있다.
산시성 지방에서는 만터우의 일종인 파오모(泡饃)를 뜯어서 양고기 국물을 부어먹는 양러우파오모(羊肉泡)가 있으며 이 음식은 통일왕조 송나라의 건국자인 조광윤이 빈곤할 때 굳은 빵을 국물에 적셔서 먹던 것에서 비롯된 음식이다.

## 같이 보기
- 꽃빵
- 바오쯔
- 만쥬
- 만두
- 담프누델